# 耶律夷臘葛
耶律夷臘葛（やりつ いろうかつ、生年不詳 - 969年）は、遼（契丹）の穆宗の寵臣。字は蘇散。

## 経歴
本宮分人検校太師の耶律合魯の子として生まれた。応暦初年、初めて出仕した。数年後、殿前都点検となった。当時の穆宗は諸王の謀反を警戒しており、夷臘葛を召し出して布衣交とし、軍事や国政の機密事を議論した。寄班都知に転じた。
穆宗は酒におぼれて、たびたび小さな理由で人を殺すようになった。雉を管理していた者が雉を傷つけて逃がしてしまったため、穆宗はかれを捕らえて殺そうとした。夷臘葛が「この罪は死に当たりません」と諫めたが、穆宗はかれを殺して遺体の処分を夷臘葛に任せた。また監鹿詳穏が1匹の鹿を逃がしてしまったことがあったが、穆宗は詳穏を獄に下して死罪に当たるとした。夷臘葛が「人命は重いものであるのに、どうして1匹の獣のためにこれを殺すべきでしょうか」と言って諫めたので、詳穏は赦免された。
遼の法では、角の多い牡鹿は天子だけが射ることができることになっていた。応暦18年（968年）の秋の狩猟でこの牡鹿が現れたので、穆宗は夷臘葛に命じて射させると、夷臘葛はみごとに牡鹿を射たおした。穆宗は大喜びして、夷臘葛に金銀100両ずつと名馬100匹と黒山の東の抹真の地を与えた。夷臘葛は政事令を兼ねた。
応暦19年（969年）正月、穆宗が酒に酔いつぶれていたため、夷臘葛が土牛を撃つ礼を代行した。2月、穆宗が殺害されると、夷臘葛は護衛の任務を果たせなかった責任を問われて処刑された。

## 伝記資料
- 『遼史』巻78 列伝第8